# Акустичний (альбом)
Акустичний — альбом українського рок-гурту O.Torvald, який був записаний під час акустичного туру, до нього потрапило кілька пісень з альбому «В тобі», кілька нових, та кілька раніше невиданих.

## Про альбом
Платівка отримала назву – «Акустичний». Це перша робота музикантів у подібному руслі, даний реліз для гурту був «експериментальним». Альбом записано під час акустичних концертів зимою 2012 року. Фанатам було не звично слухати тихий, спокійний, десь навіть меланхолійний O.Torvald, після того, як вони звикли до їх драйву, гучного саунду.
Ідею альбому чітко висловив сам лідер гурту Женя Галич: «Головне, що там буде весняний романтичний закоханий настрій, який так потрібен після зими»…

## Список композицій
| 1  | Почуття                | 3:20 |
| 2  | I Love You             | 2:42 |
| 3  | Без Тебе               | 3:33 |
| 4  | Старість ( В Її Очах ) | 2:50 |
| 5  | Зловживай              | 2:10 |
| 6  | Не Відпускай           | 3:48 |
| 7  | До П`ятниці            | 2:42 |
| 8  | Світ Телефонних Дротів | 2:38 |
| 9  | Не Змогли              | 3:04 |
| 10 | В Тобі (Instrumental)  | 2:27 |

## Учасники запису
- Bass Guitar – Вова Ярошенко
- Design – Коля Райда
- Drums – Саша Солоха
- Engineer (Звукорежисер) – Ярослав Вільчик
- Guitar – Денис Мізюк
- Performer – Dj Polyarnique
- Producer – Денис Мізюк, Женя Галич, Пуга Костянтин, Роман Кальмук, Ярослав Вільчик
- Recorded By, Mixed By – Пуга Костянтин, Ярослав Вільчик
- Vocals, Guitar, Lyrics By – Женя Галич